# Воль (приток Северной Кельтмы)
Воль — река в России, течёт по территории Усть-Куломского района Республики Коми. Устье реки находится в 81 км по левому берегу Северной Кельтмы. Образуется слиянием рек Рытыввож и Асыввож на высоте 134 м над уровнем моря в 73 км от устья. Площадь водосборного бассейна реки 585 км².

## Данные водного реестра
По данным государственного водного реестра России относится к Двинско-Печорскому бассейновому округу, водохозяйственный участок реки — Вычегда от истока до города Сыктывкар, речной подбассейн реки — Вычегда. Речной бассейн реки — Северная Двина.
Код объекта в государственном водном реестре — 03020200112103000015340.